# 共和站 (巴黎地铁)
共和站（法語：République）是巴黎地鐵的一個車站。3號線、5號線、8號線、9號線、11號線在此交匯。共和站啟用於1904年10月19日。車站名稱來自於共和廣場。

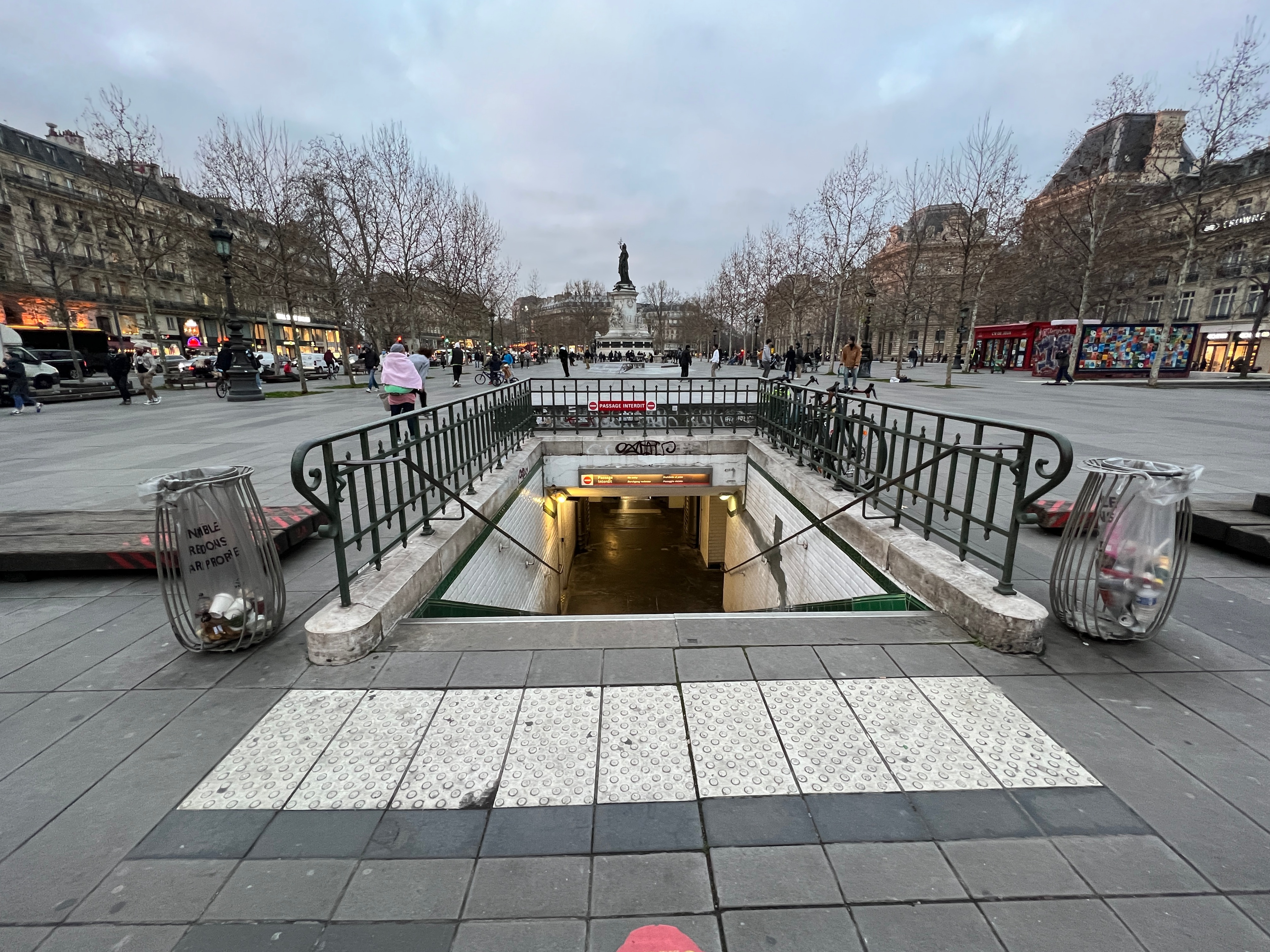
共和廣場上的入口 (2021年12月)

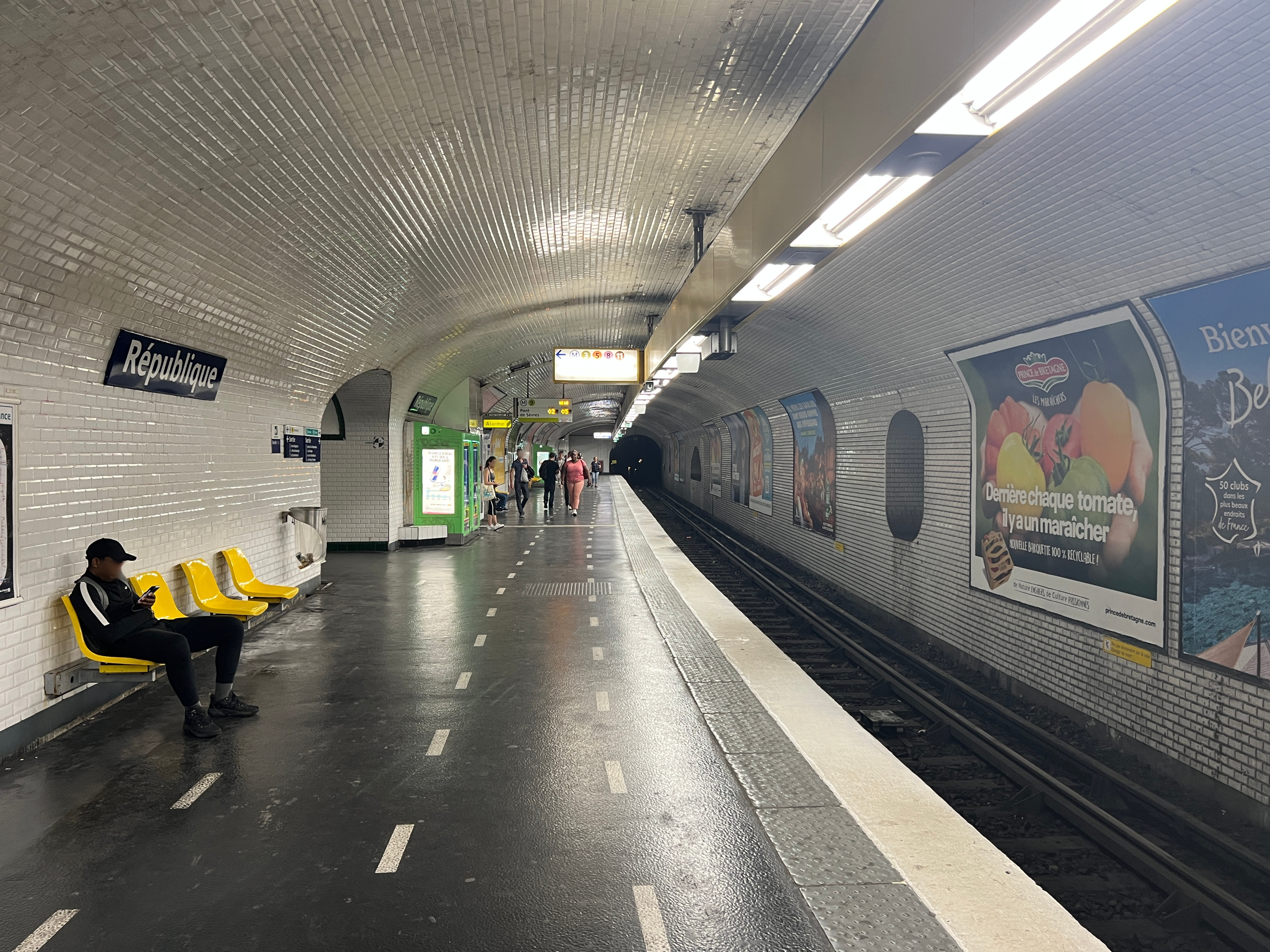
9號線月台 (2022年6月)

## 車站結構
| G           | 街道               | 出入口                                |
| B1          | 夾層               | 閘機                                  |
| 5號線月台   | 側式月台，右側開門 | 側式月台，右側開門                    |
| 5號線月台   | 南行               | 往意大利廣場（奧貝坎普）              |
| 5號線月台   | 北行               | 往博比尼-巴勃羅·畢卡索（雅克·邦塞尚） |
| 5號線月台   | 側式月台，右側開門 |                                       |
| 8/9號線月台 | 側式月台，右側開門 | 側式月台，右側開門                    |
| 8/9號線月台 | 西行               | 往巴拉（斯特拉斯堡-聖德尼）           |
| 8/9號線月台 | 牆壁               |                                       |
| 8/9號線月台 | 側式月台，右側開門 |                                       |
| 8/9號線月台 | 西行               | 往塞夫爾橋（斯特拉斯堡-聖德尼）       |
| 8/9號線月台 | 東行               | 往蒙特勒伊鎮（奧貝坎普）              |
| 8/9號線月台 | 側式月台，右側開門 |                                       |
| 8/9號線月台 | 牆壁               |                                       |
| 8/9號線月台 | 東行               | 往湖之角（十字架之女）                |
| 8/9號線月台 | 側式月台，右側開門 |                                       |
| 3號線月台   | 側式月台，右側開門 | 側式月台，右側開門                    |
| 3號線月台   | 西行               | 往勒瓦盧瓦橋-培根（教堂）             |
| 3號線月台   | 東行               | 往加列尼（巴蒙蒂埃）                  |
| 3號線月台   | 側式月台，右側開門 |                                       |
| 11號線月台  | 側式月台，右側開門 | 側式月台，右側開門                    |
| 11號線月台  | 南行               | 往夏特雷（工藝美術館）                |
| 11號線月台  | 北行               | 往丁香鎮（龔古爾）                    |
| 11號線月台  | 側式月台，右側開門 |                                       |

- 註：5號線與9號線往奧貝坎普的軌道以同一方向運行。